# اینتروبیو
اینتروبیو (به ایتالیایی: Introbio) یک کومونه در ایتالیا است که در استان لکو واقع شده‌است.

## خصوصیات
اینتروبیو ۲۵٫۶ کیلومترمربع مساحت و ۱٬۶۷۳ نفر جمعیت دارد و ۵۸۶ متر بالاتر از سطح دریا واقع شده‌است.